# 山口嘉七
山口 嘉七（やまぐち かしち、1857年9月13日（安政4年7月25日）- 1932年（昭和7年）12月17日）は、明治から昭和初期の弁護士、実業家、政治家。衆議院議員。

## 経歴
若狭国遠敷郡小浜酒井町（福井県遠敷郡小浜町を経て現小浜市酒井）で、小浜藩士・山口甚太夫の三男として生れる。
1886年（明治19年）代言人試験に合格し、1893年（明治26年）弁護士登録を行い、大津、京都で開業。その後、帰郷して1895年（明治28年）4月、小浜町会議員となる。遠敷郡会議員、同参事会員にも在任。1897年（明治30年）8月、福井県会議員に初当選し、1908年（明治41年）3月まで通算5期、10年6ヵ月在任した。1915年（大正4年）3月、第12回衆議院議員総選挙で福井県郡部から立憲同志会所属で出馬して初当選。1917年（大正6年）4月、第13回総選挙では憲政会所属で立候補したが次点で落選。河崎清の死去に伴い、1925年（大正14年）12月に実施の第15回総選挙福井県第5区補欠選挙に出馬して再選され、憲政会、立憲政友会に所属して衆議院議員に通算2期在任した。この間、小浜線敷設工事、北川改修工事の推進などに尽力した。
実業界では、若狭商業銀行監査役、小浜電灯監査役、若狭自動車監査役、若狭電気社長、江若鉄道（現江若交通）取締役、小浜実業会長などを務めた。